# The Last Shot – Die letzte Klappe
The Last Shot – Die letzte Klappe ist das Regiedebüt des US-amerikanischen Drehbuchautors Jeff Nathanson. Die Komödie basiert auf einer wahren Begebenheit und wurde von den Filmstudios Mandeville Films und Touchstone Pictures produziert.

## Handlung
Hollywood, in den 1980er Jahren: Steven Schats strebt sein Ziel auf eine große Karriere als Regisseur in L.A. an. Durch Zufall begegnet er dem vermeintlichen Produzenten Joe Devine, der Schats mit den nötigen Mitteln zur Filmproduktion unterstützt. Devine jedoch dient die Filmproduktion zu verdeckten Ermittlungen. Er ist ein FBI-Undercover-Agent und soll Mafia-Geschäften in der Filmmetropole Hollywood auf die Spur kommen. Dem FBI-Agenten wurde die Aufgabe erteilt, dass er den Mobster John Gotti umbringen sollte. Schats fällt auf die List ein und Devine ist davon ausgegangen, dass der Film nie produziert werden wird.
Devine sah das Drehbuch, welches mit Arizona betitelt wurde. Der Protagonist dieses Drehbuchs hatte die Intention sich selbst in einer Hopi-Höhle, welches sich inmitten des Reservates der Navajo befindet, zu euthanasieren. Devine machte auf dem Film keine allzu großen Hoffnungen und überredete Schats den Film in Rhode Island zu drehen. Dort trafen sie auf Tommy Sanz, der bei der Produktion mitwirken sollte. Devine fand aber heraus, dass Sanz Bestechungsgeld für die Genehmigung der IBT über die Filmproduktion bekam und anschließend wurde er von Devine geschnappt. Anstatt die Untersuchung zu beenden, verliert sich Devine jedoch in seiner Leidenschaft zum Film und gefährdet die Operation.
Devines Wahn führte ihn zu einem Deal mit den FBI-Vorgesetzten. Er ist überzeugt, dass er weitere Mobster fangen kann, indem er die gleiche Vorgehensweise nutzt. Bei den Dreharbeiten sollen die Täter gefasst werden. Das FBI ist von der Idee überzeugt und Devine wendet sich ambitioniert der Filmproduktion zu. Als die Filmproduktion begann, wurde John Gotti gefasst und er sollte am Ende dieses Films mitwirken, was den Vorstellungen von Devine widersprach. Intensiv wurden die nächsten zwei Jahre für die Filmproduktion genutzt, bis es zur Filmpremiere kam. Der produzierte Film von Schats basiert auf einen Undercovereinsatz. Schats arbeitet nun als Manager in einem Filmtheater. Devine besuchte ihn und entschuldigte sich dafür, dass er ihn nicht über seine verdeckte Ermittlung aufgeklärt hatte und unehrlich war. Devine offenbart, dass er unbemerkt am Drehbuch mitwirkte. Daraufhin bekam Devin pure Begeisterung von Schatz zu spüren.

## Entstehungsgeschichte
Die Idee zum Film basiert ursprünglich auf dem Magazin-Artikel "What's Wrong With This Picture?" des Journalisten Steve Fishman. Fishman schildert in seinem Bericht, der 1996 in der Februar-Ausgabe des Details-Magazin veröffentlicht wurde, eine tatsächlich durchgeführte FBI-Ermittlung, zu deren Tarnung man einen Film produzierte und die Filmemacher über die wirklichen Hintergründe im Dunkeln ließ. Bei den Regisseuren handelte es sich um die Nachwuchsfilmemacher Gary Levy und Dan Lewk, die 1984 mit ihrem 12-minütigen Kurzfilm The Good Life auf sich aufmerksam gemacht hatten. Als die beiden nach Geldgebern für ihre nächste Low-Budget-Produktion Raw Tunes Ausschau hielten, die auf dem Sundance Film Festival vorgestellt werden sollte, wurden beide in die Büros der ihnen unbekannten David Rudder Production am Wilshire Boulevard eingeladen. David Rudder, Undercover-Agent des FBI, bot sich an, Levy und Lewks Film zu investieren. Rudder bestand aber darauf, dass die geplanten Dreharbeiten des Films vom Grand Canyon, dem Colorado River und Indianerhöhlen in Arizona, nach Providence (Rhode Island) verlegt werden sollten. Überrascht aber doch daran gelegen, Raw Tunes zu inszenieren, willigten die beiden Regisseure ein und passten das Drehbuch dem vorgesehenen Handlungsort an. Mitarbeiter wurden angeheuert, die Rollen mit Schauspielern besetzt, doch fünf Tage vor Drehbeginn ließ der angebliche Filmproduzent David Rudder die beiden Regisseure wissen, dass der größte Investor abgesprungen sei und demnach die Filmproduktion nicht realisiert werden könne.
Erst Jahre später enthüllte die Los Angeles Times in einem Artikel am 15. Juli 1992 die geheime Operation. So erfuhren auch Gary Levy und Dan Lewk von den wirklichen Hintergründen. Lewk entgegnete später der Presse, dass laut FBI es das erste und einzige Mal war, dass Zivilisten unwissentlich an einer verdeckten Ermittlung teilgenommen haben.
Der Drehbuchautor Jeff Nathanson nahm sich der Geschichte an, adaptierte den Stoff für die Kinoleinwand und führte zum ersten Mal bei einem Film Regie. The Last Shot – Die letzte Klappe wurde mit namhaften Darstellern besetzt, darunter  Matthew Broderick, Alec Baldwin und Toni Collette.

## Kritiken
- "Mit Anleihen bei der Filmbusiness-Satire 'Schnappt Shorty' gibt Schauspieler Matthew Broderick nach dem Drehbuch von Jeff Nathanson 'Catch Me If You Can' sein Debüt als Filmregisseur. Aufregend besetzt, mit originellen Twists und augenzwinkerndem Humor inszeniert, gelingt Broderick aus der auf Tatsachen basierenden Geschichte eine überzeugende Ensemblekomödie, die den wahren Begebenheiten ein aufregendes Ende hinzufügt." (Blickpunkt: Film)
- "Die mit Starbesetzung bis in die Nebenrollen ('Godzilla'-Jäger Matthew Broderick, Alec Baldwin, Toni Collette und Ray Liotta) und origineller Grundidee ausgestattete Komödie, die das Filmbusiness und Undercover-Gangsterjagden aufs Korn nimmt, mag im US-Kino kaum gewürdigt und im deutschen Kino gar nicht gezeigt worden sein, doch empfiehlt sie sich als vielversprechende DVD-Premiere. Regisseur Jeff Nathanson muss es wissen, schließlich lieferte er Drehbücher für Steven Spielbergs 'Catch Me If You Can' und 'Rush Hour 2'. Ein runder Spaß." (VideoWoche)